# Bakenptah
Bakenptah war um 790 bis 785 v. Chr. (Kitchen) während der 22. Dynastie (Dritte Zwischenzeit) General und Herrscher von Herakleopolis.
Er war der Sohn des Takelot II. und Bruder des Hohenpriesters des Amun in Theben Osorkon. Bakenptah ist  sowohl auf den „Priesterannalen von Karnak“, als auch auf einem Stelenfragment bezeugt.
Sein Nachfolger war Pasenhor, ein Sohn des Hemptah I.